# Tillandsia lampropoda
Tillandsia lampropoda es una especie de planta epífita dentro del género  Tillandsia, perteneciente a la  familia de las bromeliáceas.  Es originaria de Centroamérica y el sur de México, desde Oaxaca a Panamá.

## Descripción
Son plantas acaulescentes, que alcanzan un tamaño de 30–50 cm de alto. Hojas de 22–38 cm de largo; vainas 3.8–6 cm de ancho, café pálidas matizadas de morado distalmente, densa a subdensamente café-punteadas; láminas triangulares, 1.5–2 cm de ancho, indumento cinéreo-lepidoto densamente patente. Escapo (15–) 20–38 cm de largo, brácteas foliáceas proximalmente reducidas, sin lámina distalmente; inflorescencia simple, 15–24 cm de largo, fuertemente complanada, con 17–21 flores, brácteas florales 5–6 cm de largo, más largas que los sépalos, imbricadas, erectas tornándose patentes en fruto, carinadas, lisas, glabras basalmente, gruesamente cinéreo-lepidotas distalmente, coriáceas, flores con pedicelos 2–3 mm de largo; sépalos 2.4–3 cm de largo, libres, carinados; pétalos amarillos. Cápsulas 3.2–3.8 cm de largo.

## Cultivares
- Tillandsia 'El Primo'[5]
- Tillandsia 'Sentry'[5]
- xVrieslandsia 'Red Beacon'[5]

## Taxonomía
Tillandsia lampropoda fue descrita por Lyman Bradford Smith y publicado en Publications of the Field Museum of Natural History, Botanical Series 17(4): 320–321, t. 9. 1938.
Etimología
Tillandsia: nombre genérico que fue nombrado por Carlos Linneo en 1738 en honor al médico y botánico finlandés Dr. Elias Tillandz (originalmente Tillander) (1640-1693).
lampropoda: epíteto
Sinonimia
- Tillandsia lampropoda var. lampropoda
- Tillandsia lampropoda var. major L.B.Sm.[6][7]